# 山根寿一
山根 寿一（やまね としかず、1966年〈昭和41年〉7月19日 - ）は、日本の陸上自衛官。第7代陸上総隊司令官。階級は陸将。出身職種は野戦特科。

## 略歴
鳥取県出身。1989年（平成元年）3月に防衛大学校（33期）を卒業し、陸上自衛隊入隊。第10特科連隊長、陸上自衛隊富士学校特科部長、第13旅団長、第3師団長、陸上幕僚副長、西部方面総監、第7代陸上総隊司令官などの要職を歴任し、2025年（令和7年）3月退官。

## 栄典
- アメリカ陸軍功績勲章　- 2012年（平成24年）9月28日[3]